# Seznam pojmů v anime a manze
Toto je seznam pojmů používaných v anime a manze. Součástí anime jsou animované filmy, seriály a videa a součástí mangy jsou grafické romány, kresby a související výtvarná díla.

## Postavy
- ahoge (アホゲ, „idiotské vlasy“): označuje pramen vlasů postav v anime a manze, který trčí jiným směrem než zbytek vlasů.[1][2][3][4]
- bišódžo (美少女, „krásná dívka“): je krásná mladá žena.[5][6][7][8]
- bišóen (美少年, „krásný chlapec“): je japonský ideál krásného mladého muže,[9] který je androgynní, zženštilý nebo genderově nejednoznačný.[10] V Japonsku se tímto termínem označují mladiství, v Evropě a Americe se však termín používá pro atraktivní muže jakéhokoliv věku.
- cundere (ツンデレ): jsou postavy s milostnými zájmy, které jsou obvykle přísné, chladné či nepřátelské k osobám, jež mají rády. Někdy dávají najevo své vřelé a láskyplné city, které drží uvnitř sebe, protože jsou stydlivé, nervózní, nejisté nebo nedokáží jednat špatně před osobou, jež se jim líbí. Termín vznikl splynutím slov cuncun (ツンツン), v překladu být přísný nebo nepřátelský, a deredere (でれでれ), znamenající „láskou poblázněný“.[11]
- čúnibjó (中二病, „onemocnění druhého ročníku“[pozn. 1]): označuje mladistvé, kteří se považují za vznešené a jsou přesvědčení, že mají skryté znalosti nebo zvláštní síly.[12][13]
- dandere (ダンデレ): jsou postavy s milostnými zájmy, které jsou tiché a asociální. Bojí se mluvit, protože si myslí, že tím způsobí problémy. Termín vznikl splynutím slov danmari (黙り), v překladu ticho, a deredere (でれでれ), znamenající „láskou poblázněný“.[14]
- -dere (デレ): je většinou používáno jako koncovka u ženských postav, které jsou typické tím, že se svým milencem jednají určitým způsobem. Několik příkladů je obsaženo v tomto seznamu.
- dodžikko (ドジっ子): je roztomilá dívka, jež bývá často nemotorná; může dělat chyby, které ubližují jí nebo jejímu okolí.[15][16] Rysy dodžikko postav jsou často používány u postav v anime a manze, které jsou snadno oblíbitelné.[17]
- goudere (豪デレ): je postava, která neúnavně až neúprosně dělá vše pro svého milence. Mnohdy kvůli tomu dochází k nepříjemným a komickým situacím.[18]
- jandere (ヤンデレ): jsou postavy s milostnými zájmy, které zpočátku o své milované pečují. Jejich romantická láska, obdiv a oddanost se však stává duševně destruktivní, což se projevuje jejich přehnanou ochranou svých bližních, brutálností a násilností. Postavy bývají psychicky labilní a vyšinuté a používají násilí nebo emocionální zneužívání. Jedná se většinou o ženské postavy. Termín vznikl splynutím slov janderu (病んでる), v překladu být duševně nebo emocionálně nemocný, a deredere (でれでれ), znamenající „láskou poblázněný“.[11]
- kemonomimi (獣耳, けものミミ, ケモノミミ): je postava se zvířecími rysy a znaky, jako jsou uši nebo ocas, má však lidské tělo. Nejběžnějším typem takovéto postavy je kočičí dívka.[19][20]
- kúdere (クーデレ): jsou postavy s milostnými zájmy, které jsou klidné a nepanikaří. Nedávají navenek znát své emoci, a to ani v extrémních případech, mohou však své skutečné emoce skrývat. Mají tendenci být vůdci. Termín vznikl splynutím slov cool (クール) a deredere (でれでれ).[14]
- otokonoko (男の娘, „mužská dcera“ nebo „mužská dívka“): je mužská postava s ženskou genderovou identitou, jež se projevuje ženským vzhledem nebo crossdressingem.[21][22] Takováto postava může být také označována anglickým výrazem „trap“.[23]

## Demografie
- džosei (女性, „žena“): je anime a manga zaměřená na ženské publikum.[24][9]
- kodomo (子供, „dítě“) nebo též kodomomuke (子供向け, „pro děti“): je anime a manga pro děti.[24][9]
- seinen (青年, „mladý muž“): je anime a manga zaměřená na mužské publikum.[24][25][9]
- šódžo (少女, „dívka“): je anime a manga pro dívky.[24][25][9]
- šónen (少年, „chlapec“): je anime a manga pro chlapce.[24][25][9]

## Fandom
- aniparo (アニパロ): je slangový výraz pro parodické používání anime postav fanoušky, který vznikl spojením slov „anime“ a „parody“.[26]
- Comiket (コミケット, Komiketto; „komiksový trh“): je jeden z největších trhů s dódžinši, jež se koná dvakrát ročně v Ariake v Tokiu.[27]
- dódžinši (同人誌): jsou fanouškovská nebo amatérsky vyrobená díla, jako jsou parodie, fanfikce nebo mangy.[9]
- fandub: je výraz, který je zkratkou fan-made dub (fanouškovského dabingu), popisuje film nebo video, ve kterém postavy namluvili fanoušci.[28]
- fansub: je výraz, který je zkratkou fan-made subtitles (fanouškovského titulkování), popisuje film nebo video, ve kterém fanoušci přeložili titulky do svých jazyků.[24]
- fudanši (腐男子, „shnilý chlapec“): je fanoušek žánru jaoi.[29]
- fudžoši (腐女子, „shnilá dívka“): je fanynka žánru jaoi.[30]
- nidžikon (二次コン, „2D komplex“): je pojem, který se objevuje na počátku 80. let 20. století. Popisuje vnímání, že dvourozměrné postavy z anime, mang a light novel jsou vzhledově, fyzicky a emočně atraktivnější než postavy ze skutečného světa, nebo je osoba pouze sexuálně vzrušena 2D postavami.[31][32]
- Odagiriho efekt: je televizní jev, při kterém pořad přiláká větší než očekávaný počet ženských diváků, protože v něm vystupují atraktivní herci nebo mužské postavy.[33][34]
- otaku (おたく, オタク, ヲタク): je termín, jež v doslovném překladu znamená dům nebo rodina jiné osoby (japonsky お宅, otaku). V japonském slangu se většinou používá jako ekvivalent slov „geek“ či „nerd“, ale hanlivějším způsobem, než je používáno na západě. [35][9] V roce 1989 se vyhýbalo používání pojmu otaku v souvislosti s anime a mangou poté, co Cutomu Mijazaki (přezdívaný vrah Otaku) brutálně zabil nezletilé dívky.[36] Od té doby se tento pojem stal v Japonsku méně negativním a stále více lidí se označuje za jeden z typů otaku.[37]